# Матяш, Станислав Владимирович
Станислав Владимирович Матяш (род. 23 апреля 1991, Кременчуг, Полтавская область) — российский футболист, нападающий.

## Карьера
Родившись на Украине, начал заниматься футболом в Санкт-Петербурге в возрасте шести лет, его первым тренером был Сергей Гордеев. В 2007 году перешёл в молодёжный состав «Зенита». Дебютировал в октябрьском матче против дубля «Локомотива». Всего за 4 года сыграл 80 матчей и забил 31 гол. Был капитаном команды. В 2010 году с 13 голами занял второе место в споре бомбардиров турнира молодёжных команд вслед за Мантасом Савенасом. На Кубке чемпионов Содружества 2011 своим дублем вывел «Зенит» в полуфинал (2:1). За основной состав клуба не сыграл ни разу.
В августе 2011 года перешёл в аренду до конца сезона в «Волгарь-Газпром» Астрахань. Первый гол в ФНЛ оформил в ворота будущего чемпиона лиги «Мордовии» (4:3).
Вместе с бывшим партнёром по молодёжке «Зенита» Павлом Игнатовичем летом 2012 провёл несколько матчей на предсезонном сборе в составе «Амкара», забил дубль в ворота польской «Арки» Гдыня. 3 августа подписал контракт с клубом. В матче Молодёжного первенства против «Краснодара» сделал дубль, благодаря чему Рустем Хузин позволил ему дебютировать в Премьер-лиге. Нападающий вышел на замену на 90 минуте. В январе 2013 г. был выставлен «Амкаром» на трансфер. В феврале мог перейти в болгарский «Черноморец». По окончании контракта и сезона покинул клуб.
Сезоны 2013/14 — 2014/15 провёл в клубе ФНЛ «Динамо» СПб. В сезоне 2015/16 выступал за клуб первенства ПФЛ «Текстильщик» Иваново. В августе 2016 перешёл в клуб ФНЛ «Нефтехимик» Нижнекамск, за который сыграл 15 игр, полностью проведя только первую. Через год перешёл в «Енисей» Красноярск, в составе которого ни разу не вышел в сезоне на поле. В июле 2018 был отдан до конца года в аренду в «Тюмень», но также не провёл ни одного матча, в конце года покинув клуб.
С 14 декабря 2019 года игрок петербургского любительского клуба «Ядро».

### Тренерская карьера
С 2021 года является одним из тренеров детской футбольной школы ФК «Ядро».
В 2023 году — тренер в детской футбольногой школе «Вираж» в Токсово.

## Карьера в сборной
Матяш дебютировал в юношеской сборной России до 19 лет в матче квалификации к юношескому чемпионату Европы 2010 против Латвии. Свой единственный гол забил в ворота Лихтенштейна (6:0).

## Достижения
- Чемпион Первенства молодёжных команд: 2009.
- Бронзовый призёр Первенства молодёжных команд: 2010.